# Számrendszerek az informatikában
A digitális informatikában minden információt kettes számrendszerbeli számok segítségével írnak le. A számjegyeket biteknek nevezik. Egy-egy bitet hardver szinten általában egy vezeték szállít vagy egy elemi memóriacella tárol két jól elkülöníthető feszültségszint segítségével. Ez a megközelítés relatív könnyűvé teszi az információ elektronikus kezelését.
Ezen alaphelyzetet figyelembe véve a szakemberek számára praktikus volt bevetni olyan nem 10-es számrendszereket, melynek alapja 2 valamely hatványa. A leggyakrabban használt ilyen a 2-es (bináris), a 8-as (oktális) és a 16-os (hexadecimális). A tízes számrendszernek nincsen különleges informatikai szerepe, annak fontos szerepe abban rejlik, hogy a mindennapi életben azt használjuk.

## Bináris
Az adott számrendszerben szerepeltethető számjegyek: 0 és 1
A kettes számrendszer is a súlyozott, helyi értékes számrendszerekhez tartozik. Alapja a 2, ennek a hatványai adják a helyi értékeket.
Tört számokat is lehet konvertálni kettes számrendszerbe, ilyenkor a 'tizedes vessző' után következő (decimális számrendszerben az egynél kisebb) érték kettőnek szintén hatványaként lesz kifejezve, de a negatív hatványokat használjuk.

## Oktális
Az adott számrendszerben szerepeltethető számjegyek: 0-tól 7-ig.
Több programozási nyelv (pl. C/C++) és futtatókörnyezet (pl. bash) a nullával kezdődő számokat nem decimálisként, hanem oktálisként értelmezi. Ez alól a hexadecimális kivétel, amelyet 0x-szel kell kezdeni. A UNIX-szerű operációs rendszereken a jogosultságokat oktálisan is megadhatjuk illetve kiolvashatjuk. Lásd chmod.

## Hexadecimális

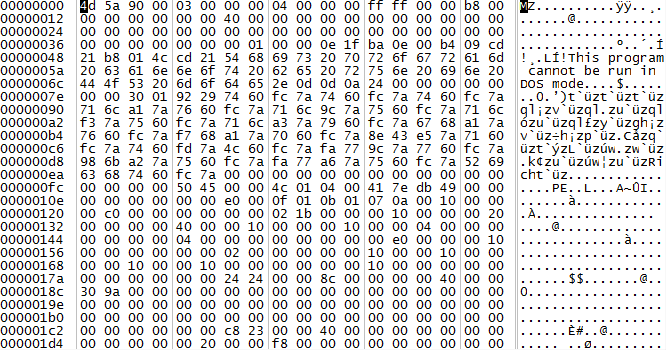
Képernyőkép egy tipikus hexadecimális szövegszerkesztőről (hex editor)

Az adott számrendszerben szerepeltethető számjegyek: 0-tól 9-ig. Mivel azonban ez itt már nem elég, ezért a latin ábécé nagybetűit is használni kell: az A, B, C, D, E, F betűket, melyek értéke rendre 10, 11, 12, 13, 14, 15. Bár az azonos kis és nagy betűk ugyanazt az értéket jelölik, a nagybetűs jelölés az elterjedtebb. Számkonstansok megadásakor 0x-szel (C/C++ stílus), #-tel (HTML stílus), $ (Pascal stílus) szokták kezdeni vagy h-val (Assembly stílus) szokták zárni.
Főként programozók és informatikusok kedvelik, bináris fájlok értelmezésében van segítségükre. Egy hexadecimális számjegy pontosan 4 bitet ír le, kettő pedig egy bájtot.

## Átszámítások

### Decimálisból binárisba
Adott számjegyet (decimális, azaz tízes számrendszer) sorozatosan elosztunk 2-vel.
Az osztás maradékát feljegyezzük (0, vagy 1), majd az osztás során az eredmény egészrészét osztjuk tovább.
Pl.:
```
dec  maradék  dec  maradék               maradék   1 0 1 1  1  1
------------  ------------               -----------------------
                                         hányados |1|2|5|11|23|47
47 | 1        24 | 0
23 | 1        12 | 0
11 | 1         6 | 0
 5 | 1         3 | 1
 2 | 0         1 | 1
 1 | 1
```

A maradékoszlop számsorát a decimális sor utolsó egyesével együtt felírjuk lentről felfelé és megkapjuk az adott decimális szám bináris megfelelőjét.
```
47 → 101111 (informatikában: 00101111) jelen esetben a két 0 eléírása csak abban az esetben igaz,
ha a 32 bites IP-címzésnél az oktetenkénti nyolcbitnyi értékre van szükségük.
Abban az esetben a valóban hiányzó (jelen esetben) két 0 értéket a bináris számsor elé kell írni.
```

```
24 →  11000 (informatikában: 00011000)jelen esetben a három 0 eléírása csak abban az esetben igaz,
ha a 32 bites IP-címzésnél az oktetenkénti nyolcbitnyi értékre van szükségük.
Abban az esetben a valóban hiányzó (jelen esetben) három 0 értéket a bináris számsor elé kell írni.
```

### Binárisból decimálisba
Mint minden számrendszer, a bináris is helyi értékek összegével írható fel. Azaz 20-on, 21-őn…
Azokat a helyi értékeket, melyek 1-essel vannak jelölve, decimálisan összeadjuk, az összeg a decimális érték lesz.
Pl.:
```
"helyi értékesítve":
```

```
         2
5
 2
4
 2
3
 2
2
 2
1
 2
0
```

```
bináris: 1  0  1  1  1  1
```

A számjegyek helyi értékeinek összegét számolva:
```
2
5
+2
3
+2
2
+2
1
+2
0
=32+8+4+2+1=47
```

Szokásos, hogy az informatikában a byte kódolás miatt nyolc számjegyen (vagy annak egész számú többszörösén) számolnak, azaz az iménti számot így lehet 8 bites alakban felírni:
```
bináris: 00101111
```

## Műveletek

### Negáció
Logikai NEM
Bináris számrendszerben (bájt kódolással, azaz 8 helyi értékre számítva):
```
         2
7
 2
6
 2
5
 2
4
 2
3
 2
2
 2
1
 2
0
```

```
bináris: 0  0  1  0  1  1  1  1
```

Minden számjegy ellenkezővé alakítása (0-ból 1-es, 1-ből 0)
```
         2
7
 2
6
 2
5
 2
4
 2
3
 2
2
 2
1
 2
0
```

```
bináris: 1  1  0  1  0  0  0  0
```

### Shift (bitenkénti eltolás)
Szintén jellemzően a bináris számrendszerre alkalmazzuk.
Az adott számsort „eltoljuk” balra (Shift left – SHL), vagy jobbra (Shift right – SHR), a „kieső” számjegyek összege 2 elvesznek az eltolás irányába, a másik oldalról 0-val töltjük fel a számsort.
A Shift művelet szorzást, illetve (egész)osztást eredményez a bináris számon:
SHL (1)
```
input:  0 1 0 0 1 1 0 1  →  77
output: 1 0 0 1 1 0 1 0  → 154
```

SHR (1)
```
input:  0 1 0 0 1 1 0 1  →  77
output: 0 0 1 0 0 1 1 0  →  38
```